# Zorgverzekeringswet
De Zorgverzekeringswet (Zvw), is een wet die in Nederland sinds 1 januari 2006 de zorgverzekering regelt. De Zvw maakt deel uit van het zorgverzekeringsstelsel (voor de gecombineerde dekking zie aldaar).
De wet stelt een ziektekostenverzekering verplicht voor iedereen die verzekerd is volgens de Wet langdurige zorg. Dit komt neer op alle Nederlandse ingezetenen en mensen die in het buitenland wonen, maar uit Nederland inkomsten uit arbeid ontvangen. Mensen met een laag inkomen kunnen een tegemoetkoming voor de premiebetaling krijgen vanuit de Wet op de zorgtoeslag.
De omvang van de dekking van de zorgverzekering wordt bepaald in de wet en in het onderliggende 'Besluit zorgverzekering en Regeling zorgverzekering'. De Zorgkostenverzekeringswet bepaalt dat verzekeraars verplicht zijn iedereen te accepteren en zorgverzekeringen niet mogen beëindigen bij slecht schadeverloop.

## Marktwerking in de zorg
Met de invoering van de zorgverzekeringswet kwam het onderscheid tussen particuliere ziektekostenverzekeringen en ziekenfonds te vervallen. Tevens kwamen de speciale regelingen voor ambtenaren te vervallen. Hiermee werd het mechanisme van marktwerking ook voor de zorgsector ingevoerd. Zorgverzekeraars concurreren om de gunst van de verzekerden en zorgverleners concurreren om via het proces van zorginkoop gecontracteerd te worden door de zorgverzekeraars.

## Premie
De financiering van de zorgverzekering is opgebouwd uit een aantal onderdelen:
- De nominale premie: de premie die de verzekerde aan de zorgverzekeraar betaalt.
- De inkomensafhankelijke bijdrage
- Een algemene rijksbijdrage

De bijdragepercentages worden zodanig vastgesteld, dat de som van de inkomensafhankelijke bijdragen gelijk is aan 50% van de ten gunste van het Zorgverzekeringsfonds of van de zorgverzekeraars komende inkomsten.

### Nominale premie
In 2006 bij de start varieerde de premie voor het basispakket tussen de € 990 en € 1122, de jaren daarna is de premie niet wezenlijk veranderd, terwijl er toch belangrijke wijzigingen zijn geweest in het takenpakket.
Verzekeraars kunnen onderling afwijken. Voor kinderen tot 18 jaar is geen premie verschuldigd.
Een organisatie kan met een of meer verzekeraars overeenkomen dat haar werknemers, leden of klanten korting krijgen op hun premie. Het gaat om uiteenlopende organisaties, naast werkgevers gaat het om patiëntenverenigingen, maar bijvoorbeeld ook commerciële bedrijven als de Nationale Postcode Loterij en De Telegraaf. Via de organisatie SEZ kunnen ook in het donorregister ingeschrevenen korting krijgen, zelfs als men heeft laten registreren geen donor te willen zijn (donorpolis). Een verzekeraar biedt een collectiviteitskorting voor iedereen die ten minste driemaal per week 20 minuten aaneengesloten beweegt via een aangesloten fitnessorganisatie.
In de ZVW is bepaald dat de zorgverzekeraar op de basisdekking maximaal 5% korting mag geven. Op de aanvullende verzekeringen geldt deze beperking niet.

### Inkomensafhankelijke bijdrage
De inkomensafhankelijke bijdrage wordt op 3 manieren geïnd:
- premie komt voor rekening van werkgever of uitkeringsinstantie
- inhouding op de loonstrook en afdracht door inhoudingsplichtige
- zelfstandige voldoening op aanslag

Sinds 2013 betaalt ingevolge de Wet uniformering loonbegrip een werkgever of uitkeringsinstantie een werkgeversheffing Zvw (een bepaald percentage) aan het Zorgverzekeringsfonds. De werknemer of uitkeringsgerechtigde heeft zelf niet rechtstreeks te maken met die heffing, ook niet voor de belastingheffing. De heffing is verschuldigd over maximaal een bepaald bedrag aan loon en uitkeringen werknemersverzekeringen.
In de volgende gevallen komt de premie niet voor rekening van de inhoudingsplichtige, maar moet hij een inkomensafhankelijke bijdrage (IAB, ook genoemd bijdrage Zvw) inhouden en afdragen:
- AOW-uitkering en de aanvullende inkomensondersteuning
- Pensioen
- Salaris of loon als sprake is van een DGA
- Termijnen van lijfrente (inclusief uitkeringen uit banksparen) voor zover belast in box 1

Als in het geheel geen sprake is van een inhoudingsplichtige, bijvoorbeeld bij een zelfstandig ondernemer, wordt de bijdrage Zvw op aanslag betaald op de volgende inkomsten:
- Resultaat uit overige werkzaamheden
- Winst uit onderneming
- Overige belastbare periodieke uitkeringen en verstrekkingen, waaronder partneralimentatie (behalve voor oude gevallen, zie onder)

Voor inkomensbestanddelen waarvoor de heffing wordt betaald geldt het maximum per werkgever of uitkeringsinstantie. Wordt er door cumulatie per saldo te veel premie afgedragen dan wordt dit alleen op aanslag gecorrigeerd als sprake is van ingehouden premie en niet als de premie ten laste van werkgever of uitkeringsinstantie is gekomen.
Een nultarief geldt voor zeevarenden en, als overgangsmaatregel voor een periode van 11 jaar, voor alimentatie die al aangevangen is vóór 2006.
De volgende bestanddelen van het inkomen in box 1 vormen geen aftrekpost voor de Inkomensafhankelijke bijdrage Zvw
- saldo van hypotheekrenteaftrek en eigenwoningforfait
- aftrekbare lijfrentepremie, inclusief premie voor banksparen; hier geldt dus de ongunstige situatie dat premie niet aftrekbaar is voor de IAB, terwijl over uitkeringen wel IAB betaald moet worden
- persoonsgebonden aftrek, waaronder partneralimentatie; voor dit laatste geldt dus de ongunstige situatie dat de betaling niet aftrekbaar is voor de IAB, terwijl de ontvanger er wel IAB over moet betalen[4]

Vergelijk de grondslag voor de premie Wlz, die deze negatieve bestanddelen wel in aanmerking neemt, en bovendien beperkt is tot de eerste en tweede schijf (dit is tot ongeveer € 34.000).
Overzicht ZVW-premies van 'werkenden' en 'gepensioneerden' in procenten van bruto-inkomen vanaf 2013:
| Jaar | Maximale grondslag (€) | Verschil t.o.v. vorig jaar (%) | werkgeversheffing (%) | heffing overigen, waaronder gepensioneerden (%) |
| ---- | ---------------------- | ------------------------------ | --------------------- | ----------------------------------------------- |
| 2013 | 50.853                 |                                | 7,75                  | 5,65                                            |
| 2014 | 51.414                 | 1,1                            | 7,50                  | 5,40                                            |
| 2015 | 51.976                 | 1,1                            | 6,95                  | 4,85                                            |
| 2016 | 52.763                 | 1,5                            | 6,75                  | 5,50                                            |
| 2017 | 53.701                 | 1,8                            | 6,65                  | 5,40                                            |
| 2018 | 54.614                 | 1,7                            | 6,90                  | 5,65                                            |
| 2019 | 55.927                 | 2,4                            | 6,95                  | 5,65                                            |
| 2020 | 57.232                 | 2,3                            | 6,70                  | 5,45                                            |
| 2021 | 58.311                 | 1,9                            | 7,00                  | 5,75                                            |
| 2022 | 59.706                 | 2,4                            | 6,75                  | 5,50                                            |
| 2023 | 66.956                 | 12,1                           | 6,68                  | 5,43                                            |
| 2024 | 71.628                 | 6,98                           | 6,57                  | 5,32                                            |
| 2025 | 75.864                 | 5,91                           | 6,51                  | 5,26                                            |

Noot: In 2019 ging de premie voor de gepensioneerden van ~70% naar ~80% van de premie voor de werkenden. Gepensioneerden dragen dus meer bij sinds 2019.

Noot: In 2023 is het maximale inkomen ten opzichte van de jaarlijkse aanpassingen in vorige jaren aanzienlijk verhoogd (1-2,4% naar >12%). Modaal+ blijft langer en dus meer, bijdragen.

Noot: In de toelichting op de wetsaanpassing in 2012 werd aangegeven dat ongeveer de helft van de zorgkosten gedekt wordt door de ZVW-premie. De overige helft komt via de zorgverzekeraars. Ons zorgsysteem is dus voor ongeveer de helft inkomensafhankelijk. Voor hogere inkomsten dan de maximale grondslag wordt de bijdrage dus procentueel minder.

## De rol van het internet
De opkomst van het internet heeft zowel invloed op de besluitvorming van consumenten alsook invloed op de financiële lasten voor de zorgverzekeraar. Verzekerden kunnen online zorgverzekeringen op basis van zorgpremie, kwaliteit en recensies vergelijken. Tevens kunnen de financiële lasten worden gedrukt voor de zorgverzekeraar door het elektronisch declareren van facturen en het communiceren via elektronische nieuwsbrieven.

## Eigen bijdrage
Het Besluit zorgverzekering, artikelen 2.16-2.16f, regelt eigen bijdragen voor bepaalde zorgkosten. Het hieronder behandelde eigen risico heeft betrekking op de kosten die men niet als eigen bijdrage zelf betaalt, het komt er dus bovenop.

## Eigen risico
Artikel 19, 1e lid bepaalt dat iedere verzekerde van achttien jaar of ouder een verplicht eigen risico heeft van € 385 per kalenderjaar. Het 2e en 3e lid bepalen dat dit bedrag wordt geïndexeerd. Aangenomen is de Wijziging van de Zorgverzekeringswet in verband met het ongewijzigd laten van het verplicht eigen risico voor de zorgverzekering tot en met het jaar 2021. Artikel 21 bepaalt dat bij algemene maatregel van bestuur vormen van zorg of overige diensten worden aangewezen waarvoor de kosten geheel, gedeeltelijk of in het geheel niet onder het verplicht eigen risico vallen. Dit staat in het Besluit zorgverzekering, artikel 2.17. Zie ook eigen risico bij de zorgverzekering.
Een eventueel vrijwillig eigen risico komt boven op het verplichte eigen risico. Artikel 20 bepaalt dat de zorgverzekeraar van iedere zorgverzekering in ieder geval een variant zonder vrijwillig eigen risico aanbiedt. De zorgverzekeraar kan voor de verzekering van een persoon van achttien jaar of ouder varianten van de zorgverzekering aanbieden met een vrijwillig eigen risico van € 100, € 200, € 300, € 400 of € 500 per kalenderjaar, waartegenover hij een korting op de premie verleent (andere bedragen zijn niet mogelijk; de zorgverzekeraar hoeft niet alle vijf extra mogelijkheden te bieden). De korting hangt af van de hoogte van het vrijwillig eigen risico en mag ook afhangen van het aantal kalenderjaren waarvoor een vrijwillig eigen risico voor de verzekerde gegolden heeft.

### Geschiedenis
Bij invoering van de wet in 2006 was er no-claimpremieteruggave van maximaal € 255. In 2008 werd deze korting afgeschaft en vervangen door een eigen risico van € 150 voor het grootste deel van het basispakket. Een van de uitzonderingen is huisartsenhulp. Dat liep langzaam op naar € 220 in 2012; € 385 in 2021. Het eigen risico voor 2013 werd vastgesteld in het begrotingsakkoord van 2012 op € 350 voor 2013.

#### No-claim
| 2006  | 2007  |
| ----- | ----- |
| € 255 | € 255 |

#### Verplichte eigen risico
| 2008  | 2009  | 2010  | 2011  | 2012  | 2013  | 2014  | 2015  | 2016  | 2017  | 2018  | 2019  | 2020  | 2021  | 2022  | 2023  | 2024  | 2025  | 2026 |
| ----- | ----- | ----- | ----- | ----- | ----- | ----- | ----- | ----- | ----- | ----- | ----- | ----- | ----- | ----- | ----- | ----- | ----- | ---- |
| € 150 | € 155 | € 165 | € 170 | € 220 | € 350 | € 360 | € 375 | € 385 | € 385 | € 385 | € 385 | € 385 | € 385 | € 385 | € 385 | € 385 | € 385 | ?    |

## Achtergrond
De zorgverzekeringswet moest een antwoord bieden op de situatie die was ontstaan nadat het Europees Hof van Justitie van de EU in de jaren negentig van de 20e eeuw in een aantal arresten, te beginnen met Decker en Kohll, had bepaald dat verzekerden vrij waren om gebruik te maken van zorg in andere lidstaten van de EU. Lidstaten met een beperkt zorgaanbod en met wachtlijsten voor behandelingen - waaronder Nederland - vreesden dat daardoor een groot aantal verzekerden hun toevlucht zouden zoeken bij zorgaanbieders in andere lidstaten. Voor Nederland betrof dat met name België, Duitsland en Frankrijk, waar het aantal huisartsen, specialisten en ziekenhuisbedden per 100.000 inwoners twee- tot viermaal hoger was (en is) dan in Nederland. Het Hof van Justitie beoogde dat effect ook, omdat het in lijn was met de opvatting van de Europese Commissie dat, door verzekerden vrij te laten, de lidstaten gedwongen zouden worden hun gezondheidszorg op een zo hoog mogelijk niveau te brengen.
Nederland heeft in plaats van voor een vergroting van het zorgaanbod, gekozen voor een defensieve opstelling. Door de uitvoering van het wettelijk stelsel van gezondheidszorg over te dragen aan particuliere verzekeraars en hun de mogelijkheid te bieden een naturapolis aan de verzekerden aan te bieden, waarbij verzekerden verplicht werden gebruik te maken van de door de zorgverzekeraar gecontracteerde zorgaanbieders, hoopte men het dreigende zorgtoerisme te kunnen beperken, zonder het zorgaanbod op een hoger niveau te hoeven brengen. Ook door de uitvoering van bepaalde zorgtaken, die daarvoor onder de AWBZ vielen, over te dragen aan particuliere verzekeraars en gemeenten, werd bewerkstelligd dat die zorg enkel in het eigen land behoefde te worden verstrekt. In politiek en juridisch debat is momenteel anno 2014 in hoeverre zorgverzekeraars verplicht zijn niet gecontracteerde zorg van een naturapolishouder toch gedeeltelijk te vergoeden. CZ bood zijn verzekerden aan 50% te vergoeden, welk percentage de Hoge Raad op 11 juli als onvoldoende beschouwde. De praktijknorm is inmiddels 75-80%.
Na jarenlang tegen de invoering van de Zorgverzekeringswet te zijn geweest, maakte CDA-senator Hannie van Leeuwen een draai van 180 graden bij de behandeling op 29 juni 2005 in de Eerste Kamer. De wet werd met steun van de CDA-fractie met 45 tegen 24 stemmen aangenomen.
Verzekerden die op basis van ethische of levensbeschouwelijke redenen niet willen meebetalen voor onderdelen in het basispakket beroepen zich op een uitzonderingsclausule in de Zorgverzekeringswet dankzij een aangenomen amendement uit 2004, ingediend door de ChristenUnie en SGP.

## Intrekking regelingen voor overheidspersoneel
Met de invoering in 2006 van de Zvw zijn ingetrokken het Besluit tegemoetkoming ziektekosten rijkspersoneel, de Regeling ziektekostenvoorziening rijkspersoneel, het Besluit tegemoetkoming ziektekosten en inkomenstoeslag onderwijs- en onderzoekpersoneel, de Regeling ziektekostenvoorziening onderwijs en onderzoekpersoneel en de Regeling ziektekostenvoorziening defensiepersoneel.

## Regeerakkoord 2012

### Vervallen onderdelen
Volgens het Regeerakkoord 2012 zou het eigen risico inkomensafhankelijk gemaakt worden (budgettair neutraal), met drie tredes van grofweg € 180, € 350 en € 595 per jaar.
Ook wilde de regering alleen de naturapolis in het basispakket.
Volgens enkele onderdelen van de eerste versie van het Regeerakkoord 2012 die in de herziene versie zijn vervallen zou vanaf 2014 het volgende gelden.
De nominale premie zou sterk worden verlaagd, en er werd daarnaast een inkomensafhankelijke premie ingevoerd (IAP), naast de al bestaande inkomensafhankelijke bijdrage (IAB, zie boven), waarbij de nominale premie plus de IAP de helft van de kosten dekken, en de IAB de andere helft. De nominale premie zou gaan richting de € 400 (2017). De IAB is een percentage over het inkomen boven het minimumloon tot aan tweemaal modaal, dit is ongeveer van € 19.000 tot € 68.000. Boven de € 68.000 en onder de € 19.000 wordt geen IAP geheven.
De verlaging van de nominale premie gecombineerd met de invoering van de IAP zou budgettair neutraal moeten gebeuren. Hiermee samenhangend was er de budgettair neutrale combinatie van het afschaffen van de zorgtoeslag (2014: € 4,5 mld) en een verlaging van het totaaltarief van de tweede en derde schijf van box 1 met 4,05%-punt.
Het zou gaan om een individuele IAP, die afhing van het individuele inkomen.
Volgens de CPB-analyse zou in 2014 de nominale premie omlaag gaan van gemiddeld € 1280 per jaar per volwassene naar gemiddeld € 255, en werd het IAP-tarief 11,1%. Bij een modaal inkomen (€ 34.000) in box 1 dat tevens de grondslag is van de IAP zou dan de stijging van de premie gelijk zijn aan de daling van de IB/PVV in de tweede en derde schijf. De inkomensgrens van de inkomensafhankelijke bijdrage (IAB) werd verhoogd naar 2x modaal (dezelfde bovengrens als voor de IAP). Het totaaltarief in de tweede en derde schijf voor wie de IAB zelf moet betalen wordt dus (bij het IAB-tarief van 2012; dit zou wat lager kunnen worden door de grondslagverbreding) gelijk aan 37,95% + 5% + 11,1% = 54,05% (excl. inkomensafhankelijkheid eigen risico, zie onder), voor een AOW'er in de derde schijf idem, in de tweede schijf 36,15%. Het totaaltarief in het eerste deel van de vierde schijf voor wie de IAB zelf moet betalen werd gelijk aan ongeveer 51,9% + 5% + 11,1% = 68%. Vervolgens is het tarief ongeveer 51,9%.
Er was kritiek op de hoge marginale druk (42% wordt 49%, 52% wordt deels 63%, alles excl. IAB), maar ook op het daarna weer lager worden, omdat hogere middeninkomens extra zwaar worden belast, maar de echt hoge inkomens een belastingverlaging krijgen. De vraag was dan ook steeds of de Eerste Kamer hiermee ooit in deze vorm zou instemmen.
De voorzitter van Zorgverzekeraars Nederland had aangegeven dat de voorgenomen kabinetsplannen over de zorgpremie in strijd zouden zijn met Europese regelgeving omdat 85% van de inkomsten van zorgverzekeraars in de toekomst uit belastingen zal worden betaald. Dat zou gelden als staatssteun.
Het regeerakkoord werd echter formeel weer terug aangepast middels de aangenomen motie-Zijlstra/Samsom met de vervanging van het inkomensafhankelijk maken van de zorgpremie door andere maatregelen (33410, nr. 32).
Uiteindelijk is op Prinsjesdag bepaald dat de nominale rekenpremie wordt verlaagd naar 1121 euro in 2014.

## Gedeeltelijke vergoeding van zorg van een niet-gecontracteerde zorgaanbieder
Artikel 13 bepaalt dat indien een verzekerde krachtens zijn zorgverzekering een bepaalde vorm van zorg of een andere dienst dient te betrekken van een aanbieder met wie zijn zorgverzekeraar een overeenkomst over deze zorg of dienst heeft (naturapolis) en de daarvoor in rekening te brengen prijs heeft gesloten of van een aanbieder die bij zijn zorgverzekeraar in dienst is, en hij deze zorg of andere dienst desalniettemin betrekt van een andere aanbieder, hij recht heeft op een door de zorgverzekeraar te bepalen vergoeding van de voor deze zorg of dienst gemaakte kosten. In de memorie van toelichting op de Zvw is daarbij aangegeven dat de vergoeding niet zo laag mag zijn dat deze voor de verzekerde een feitelijke hinderpaal op zou leveren om naar een niet door zijn verzekeraar gecontracteerde zorgaanbieder te gaan (hinderpaalcriterium). 80% van het marktconforme tarief geldt als een breed gedragen praktijknorm voor hoe laag de vergoeding mag zijn wil deze geen hinderpaal zijn. In een enkel geval wordt ook 60% gehanteerd.
In afwijking op het beginsel dat de verzekeraar een gedeeltelijke vergoeding kan geven geldt dat de naturazorgverzekeraar een volledige vergoeding moet betalen indien de zorg niet van een gecontracteerde zorgaanbieder (of bij hem zelf) kan worden betrokken omdat (1) de zorg acuut nodig was, (2) de naturazorgverzekeraars te weinig zorgaanbieders had gecontracteerd waardoor hij niet binnen redelijke termijn aan zijn zorgplicht kon voldoen of (3) een zorginkoopcontract met een zorgaanbieder eindigde op het moment waarop een naturaverzekerde reeds bij die aanbieder in behandeling was.
In de verworpen Wet verbod verticale integratie was geregeld dat ook een zorgverzekering mogelijk zou worden zonder recht op deze vergoeding. Bij zo'n zorgverzekering zou dus wat kortweg wordt aangeduid als de "vrije artsenkeuze", meer beperkt worden dan nu mogelijk is. Door dit verwerpen ontstond een kabinetscrisis in het Kabinet-Rutte II. Er volgde na drie dagen crisisoverleg een compromis, waarbij het kabinet beloofde het wetsvoorstel enigszins aan te passen en op korte termijn opnieuw in te dienen. Als dit gewijzigde wetsvoorstel ook wordt verworpen overweegt het kabinet door middel van een Algemene Maatregel van Bestuur krachtens art. 126 van de Zorgverzekeringswet een nadere uitwerking aan artikel 13 te geven, om zodoende de oorspronkelijke maar verworpen invulling via een omweg te herintroduceren. De mogelijkheid om dit bij AMvB te regelen wordt echter bekritiseerd met als argument dat dit ondemocratisch is, omdat dit gebruikt zou worden om maatregelen door te voeren die in de Eerste Kamer zijn verworpen.

## Toekomst: hogere IAB
De overhevelingen per 1 januari 2015 van dekking door de AWBZ naar dekking door de Zvw leiden tot een hogere IAB, maar deze stijging wordt geleidelijk doorgevoerd, over een reeks van jaren.